# Karl Türk (Rechtshistoriker)

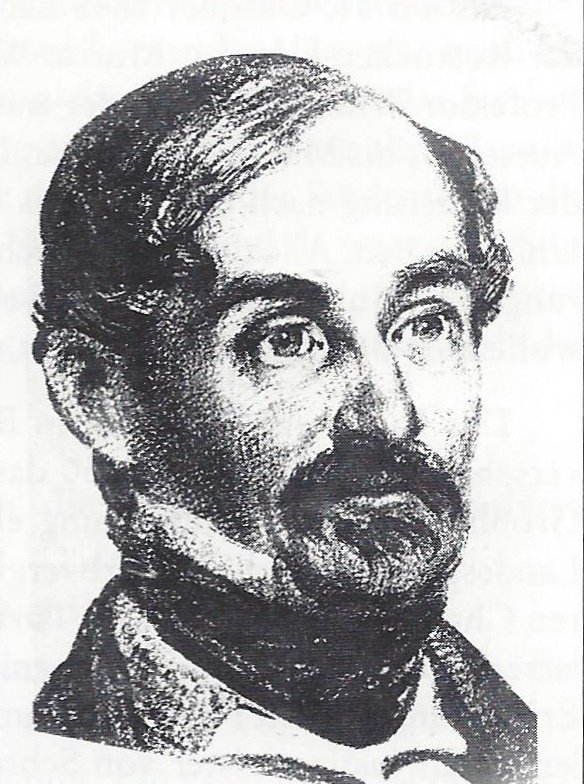
Karl Türk

Karl Friedrich Johann Immanuel Türk, in zeitgenössischen Schriften auch Carl Türk oder Türck (* 12. März 1800 in Muchow, Mecklenburg-Schwerin; † 27. Februar 1887 in Lübeck) war ein deutscher Rechtsgeschichtler und Politiker.

## Leben
Karl Türk war ein Sohn des späteren evangelischen Pastors in Muchow Karl (Immanuel) Adolf Türk (1761–1802), der von 1789 bis 1799 als Collaborator am Fridericianum Schwerin gewirkt hatte, und der Maria Gustava Amalia, geb. Koewe (1776–1849), deren Vater Förster in Doberan, der Sommerresidenz des Herzogs war. Nach dem frühen Tod ihres Mannes († 19. März 1802) erhielt sie die Stellung einer Kammerfrau bei Ulrike Sophie zu Mecklenburg, der Tante von (Groß)herzog Friedrich Franz I. in Schwerin.
Nach dem Abitur an der Schweriner Domschule begann er im Wintersemester 1818/19 an der Königliche Universität zu Breslau Rechtswissenschaft, Geschichte, Philologie und Philosophie zu studieren. Er wurde Mitglied der Alten Breslauer Burschenschaft. Seine Lehrer waren August Wilhelm Förster und Ludwig Wachler. Nach einem Jahr wechselte er an die Rhein-Universität in Bonn, wo er Carl Joseph Anton Mittermaier und Ernst Moritz Arndt hörte. Das 3. Studienjahr verbrachte er ab dem Wintersemester 1820/21 an der heimatlichen Universität Rostock. Wie in Breslau und Bonn schloss er sich auch in Rostock der burschenschaftlichen Allgemeinheit an. Mit einer Abhandlung über das Nibelungenlied wurde er im März 1822 zum Doktor der Philosophie promoviert.

### Lehrtätigkeit
Nach kurzer Tätigkeit als Privatlehrer in Schwerin, kehrte er schon im folgenden Jahr nach Rostock zurück und erwarb mit einer Abhandlung über das Duell im französischen Recht die juristische Doktorwürde. 1824 habilitierte er sich in Rostock mit einer Arbeit über Rolandsstatuen und wurde Ostern 1826 a.o. Professor der juristischen Fakultät. 1831/32 belegte Fritz Reuter bei ihm eine Vorlesung.
Sein Versuch zur Gründung einer „Wissenschaftlichen Bildungsanstalt für Erwachsene des weiblichen Geschlechts“ scheiterte 1831.
Türk veröffentlichte eine Reihe von rechtsgeschichtlichen Untersuchungen und wurde am 29. März 1836 unter Versetzung in die philosophische Fakultät zum ordentlichen Professor der Geschichte befördert. Er las über allgemeine Geschichte, Theorie der Geschichte, alte Geschichte, die Germania des Tacitus, Geschichte des Mittelalters, deutsche Quellengeschichte, die Geschichtsschreiber der sächsischen und fränkischen Kaiserzeit, deutsche Geschichte mit besonderer Rücksicht auf Gesetze und Verfassung, Geschichte des deutschen Volkes, dänische Geschichte bis 1240, neuere und neueste Geschichte, die Verfassungen Spaniens, Englands und Nordamerikas, Geschichte der englischen Staatsverfassung, Geographie, Antiquitäten, Geschichte und den inneren Zustand der vereinigten nordamerikanischen Staaten, das Wesen und den Zweck des Staates und die Zustände in Frankreich (im Sommersemester 1845), die Politik der Jahre 1789 und 1848; ferner über Politik (im Allgemeinen) und über Enzyklopädie der Staatswissenschaften.

### Politisches Wirken und Verfolgung
Vom April 1847 ab war er für zwei Jahrgänge der liberalen „Mecklenburgischen Blätter“, dem Sprachrohr der Reformbewegung im Vormärz in Mecklenburg, als Redakteur verantwortlich.
In der Revolution in Mecklenburg (1848) war Türk einer der Hauptführer der Demokraten. Als Vertreter des 27. mecklenburg-schwerinschen Wahlkreises Grabow – gleichzeitig war er in Rostock gewählt worden, hatte hier jedoch abgelehnt – gehörte er der konstituierenden mecklenburgischen Abgeordnetenkammer an, und war eines der 14 Mitglieder ihres Verfassungsausschusses. Auch in die mecklenburg-schwerinsche Abgeordnetenkammer von 1850 wurde er vom zweiten Wahlkörper des 12. Wahlkreises (Rostock) gewählt.
Ganz im Sinne der burschenschaftlichen Idee trat er mit dem Germanisten Christian Wilbrandt und dem Theologen Julius Wiggers für eine deutsche Republik ein. Wegen seiner Beteiligung an den revolutionären Ereignissen von 1848/1849 wurden die drei Hochschullehrer am 7. Juli 1852 vom mecklenburg-schwerinschen Großherzog Friedrich Franz II. aus dem Universitätsdienst entlassen: „Ich entlasse Euch, da ihr Euch an den Bewegungen der neueren Zeit in ihren revolutionären Beziehungen lebhaft beteiligt habt … und der Jugend das verderblichste Beispiel gegeben habt.“
Ostern 1853 wurde Türk in den Rostocker Hochverratsprozess verwickelt. Für mehr als dreieinhalb Jahre saß er in Bützow in Untersuchungshaft; wegen versuchten Hochverrats wurde er schließlich im November 1856 zu einer einjährigen Freiheitsstrafe verurteilt, womit er auch die ihm bisher gewährte Pension verlor. Seitdem war er fast ein toter Mann, obwohl er noch über dreißig Jahre lebte. Nachdem er an verschiedenen Stellen vergeblich versucht hatte, sich ein neues Wirkungsfeld zu verschaffen, ging er 1860 nach Lübeck, wo er sich durch journalistische Arbeiten ernährte.

### Familie
Türk war zweimal verheiratet. Seine erste Frau starb 1846. Aus erster Ehe stammte ein gleichnamiger Sohn Carl Türk, der in Lübeck als Arzt lebte und Freund Emanuel Geibels war. Er starb am 22. November 1890 als Oberstabsarzt a. D. und Stadtphysicus. Aus dessen Ehe mit der Romanschriftstellerin Emmy Eschricht stammen die gleichfalls als Romanschriftstellerin tätige Eva Türk, die erste Frau von Wolf Ernst Hugo Emil von Baudissin, sowie der Marineoffizier Titus Türk. Ein weiterer Sohn, Hermann Türk, wanderte in die USA aus. Im Sezessionskrieg diente er als Oberleutnant in der Nordstaaten-Armee; eine schwere Verwundung in der Schlacht am Pea Ridge am 8. März 1862 führte zu seiner Erblindung. Mit einer Ehren-Pension des Kongresses kam er nach Lübeck zurück. Eine Tochter, Luise Türk (* 1831), heiratete den mecklenburgischen Verwaltungsjuristen Robert Balck.

### Nordamerika-Sammlung
Für seine Vorlesungen zu Geschichte und Verfassung der Vereinigten Staaten legte Türk eine Sammlung an, die insbesondere zeitgenössische Schriften über die nordamerikanische Revolution und mehrere der berühmten Briefe-Bücher über Nordamerika sowie auch einige in Weimar herausgegebene Spezialkarten von Nordamerika umfasste. Im September 1842 schenkte er die Sammlung von 104 Werken in 129 Bänden der Universitätsbibliothek Rostock.

## Werke
- De singulari certamine vulgo duello, cui est Francogallicarum legum ratio subjecta.
- Bemerkungen zu der Nachforschung über den Ursprung der Ripuarischen und Salischen Gesetze. In: „Freimüthiges Abendblatt“, Schwerin 1822, Nr. 245.
- De statuis Rolandinis. 1824.
- Erste Worte an meine Zuhörer als Einleitung zu meinen Vorträgen über deutsche Rechtsgeschichte.
- Forschungen auf dem Gebiete der Geschichte. 5 Bände:

I. Ueber das Westgothische Gesetzbuch, mit einer lithographischen Abbildung. 1828
II. 1) Altburgund und sein Volksrecht.
2) Studium und Quellen der deutschen Geschichte.
3) Sechs Briefe aus meinem Leben. (autobiographische Mittheilungen!) 1829
III. 1) Kritische Geschichte der Franken bis zu Chlodwig’s Tode.
2) Das Salfränkische Volksrecht, mit einer lithographischen Schriftprobe. 1830
IV. Geschichte des Longobardischen Volkes und Rechtes bis 774. 1834
V. 1) Altfriesland und sein Volksrecht.
2) Die Dänischen Geschichtsquellen. 1835
- [Mit Hermann Karsten:] Einladungsschrift zur Gründung einer wissenschaftlichen Bildungsanstalt für Erwachsenere des weiblichen Geschlechts in Rostock. 1831.
- Historisch-dogmatische Vorlesungen über das deutsche Privatrecht: Verzweigung, Quellen, Systeme desselben. 1832.
- Geschichtliche Studien.

I. Spanien – und die Denkmäler seiner Geschichte bis 711 n. Chr. 1841
II. Die Vereinigten Staaten von Nordamerika. 1843
- [Anonym:] Das Familienfideicommiß, eine Denkschrift zum Mecklenburgischen Landtage. 1845
- Die Revision des Rostocker sogenannten Hochverrathsprocesses. 1866. 2. Auflage: 1867.